# NGC 6391
NGC 6391 este o galaxie situată în constelația Dragonul. A fost descoperită în 1 septembrie 1886 de către Lewis A. Swift. Se află la o distanță de 115,47 megaparseci de Pământ.